# Elsbeth Beeres
Elsbeth Beeres (27 de mayo de 1996) es una deportista neerlandesa que compite en remo.
Ganó tres medallas en el Campeonato Europeo de Remo entre los años 2018 y 2021.

## Palmarés internacional
| Campeonato Europeo | Campeonato Europeo    | Campeonato Europeo | Campeonato Europeo |
| Año                | Lugar                 | Medalla            | Prueba             |
| ------------------ | --------------------- | ------------------ | ------------------ |
| 2018               | Glasgow (Reino Unido) | Medalla de plata   | Dos sin timonel    |
| 2020               | Poznań (Polonia)      | Medalla de bronce  | Ocho con timonel   |
| 2021               | Varese (Italia)       | Medalla de plata   | Ocho con timonel   |